# Lycopus (botanica)
Lycopus L. 1753 è un genere di piante spermatofite dicotiledoni appartenenti alla famiglia delle Lamiaceae, dall'aspetto di piccole erbacee perenni dalla tipica infiorescenza a verticilli sovrapposti. È l'unico genere della tribù Lycopinae B.T.Drew & Sytsma, 2012.

## Etimologia
Il nome del genere deriva da due parole greche: "lykos" (= lupo) e "pous" (= piede), ossia "piede di lupo". Il nome scientifico del genere è stato definito da Linneo (1707 – 1778) biologo e scrittore svedese, considerato il padre della moderna classificazione scientifica degli organismi viventi, nella pubblicazione "Species Plantarum - 2" del 1753. Il nome scientifico della sottotribù è stato definito dai botanici contemporanei Bryan T. Drew e Kenneth J. Sytsma nella pubblicazione "American Journal of Botany. Lancaster, PA - 99(4): 945." del 2012.

## Descrizione

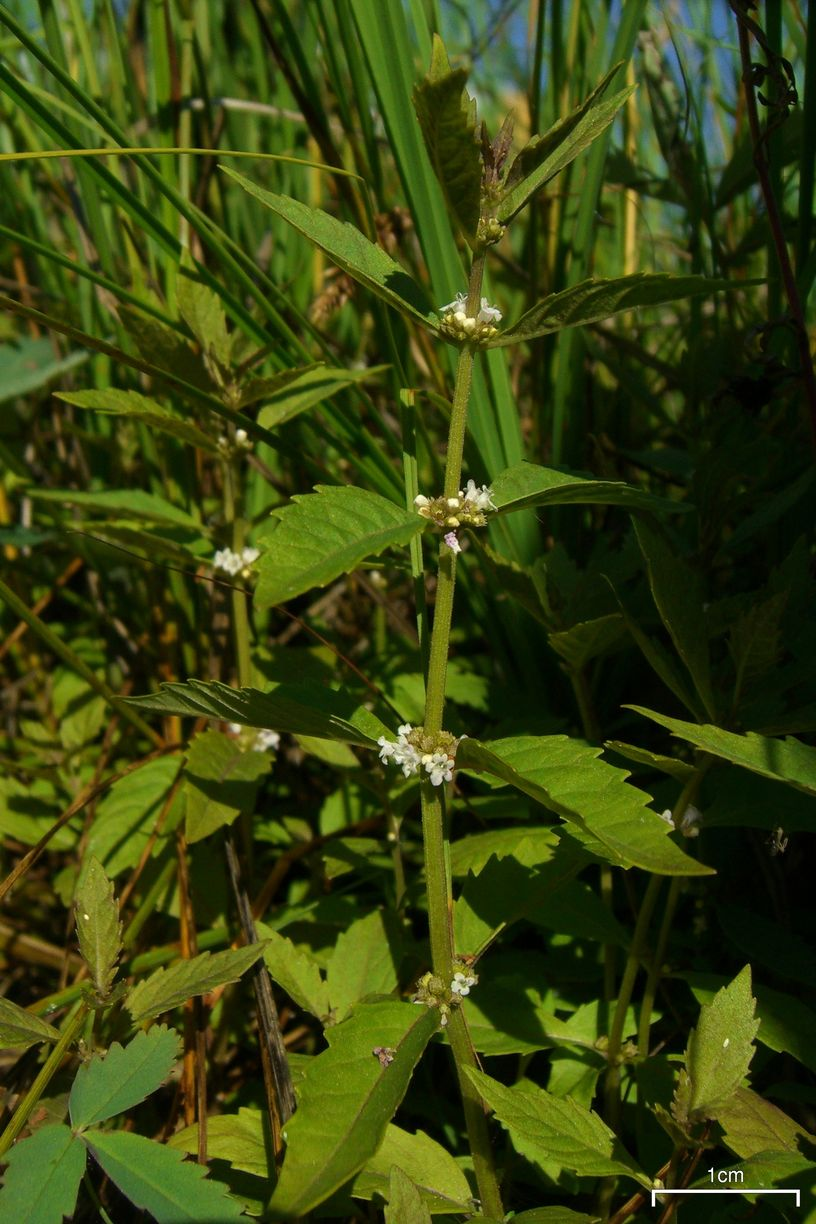
Il portamento
Lycopus americanus

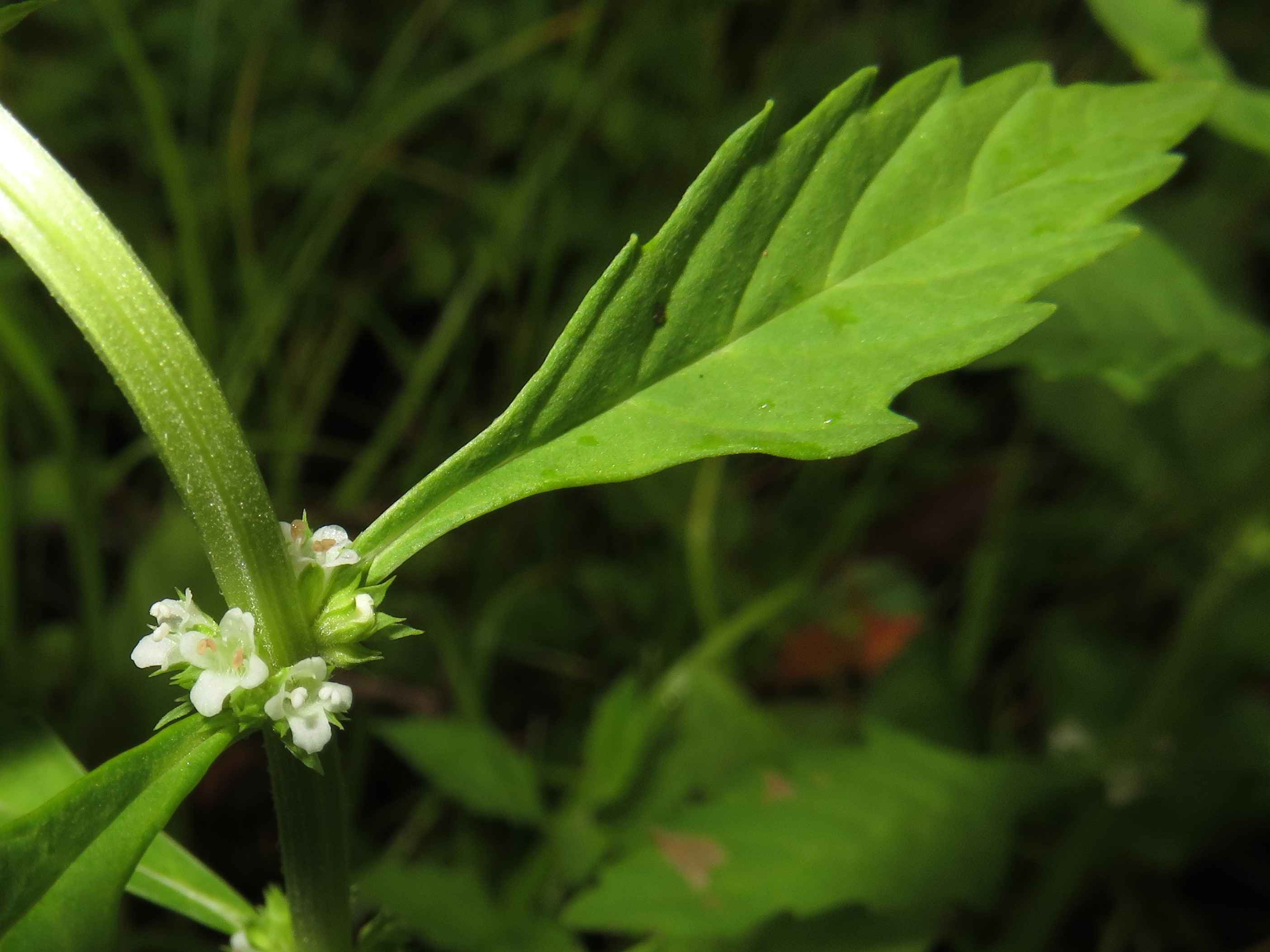
Le foglie
Lycopus cavaleriei

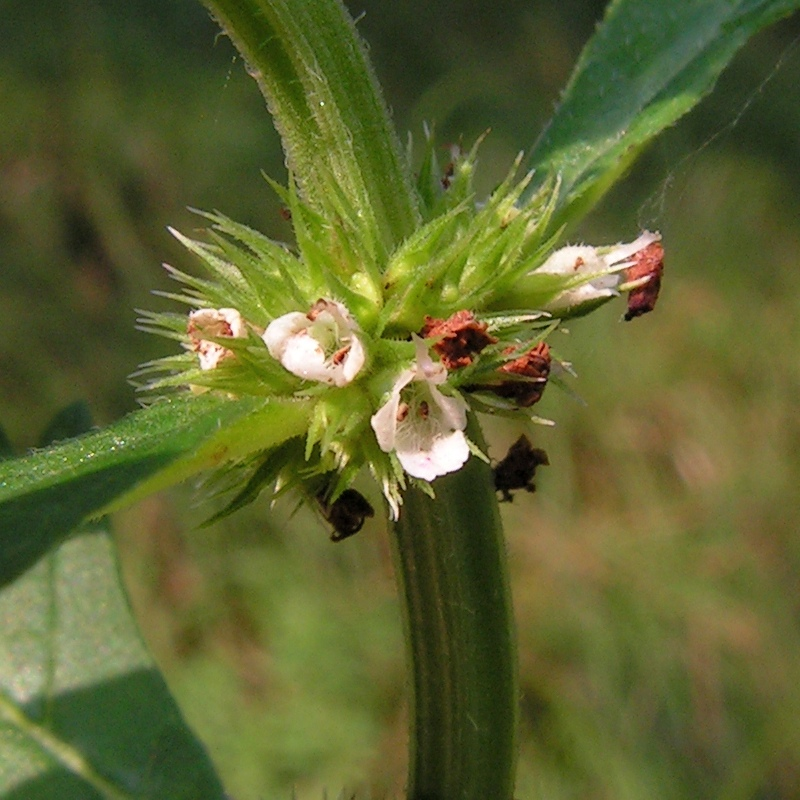
Infiorescenza
Lycopus europaeus

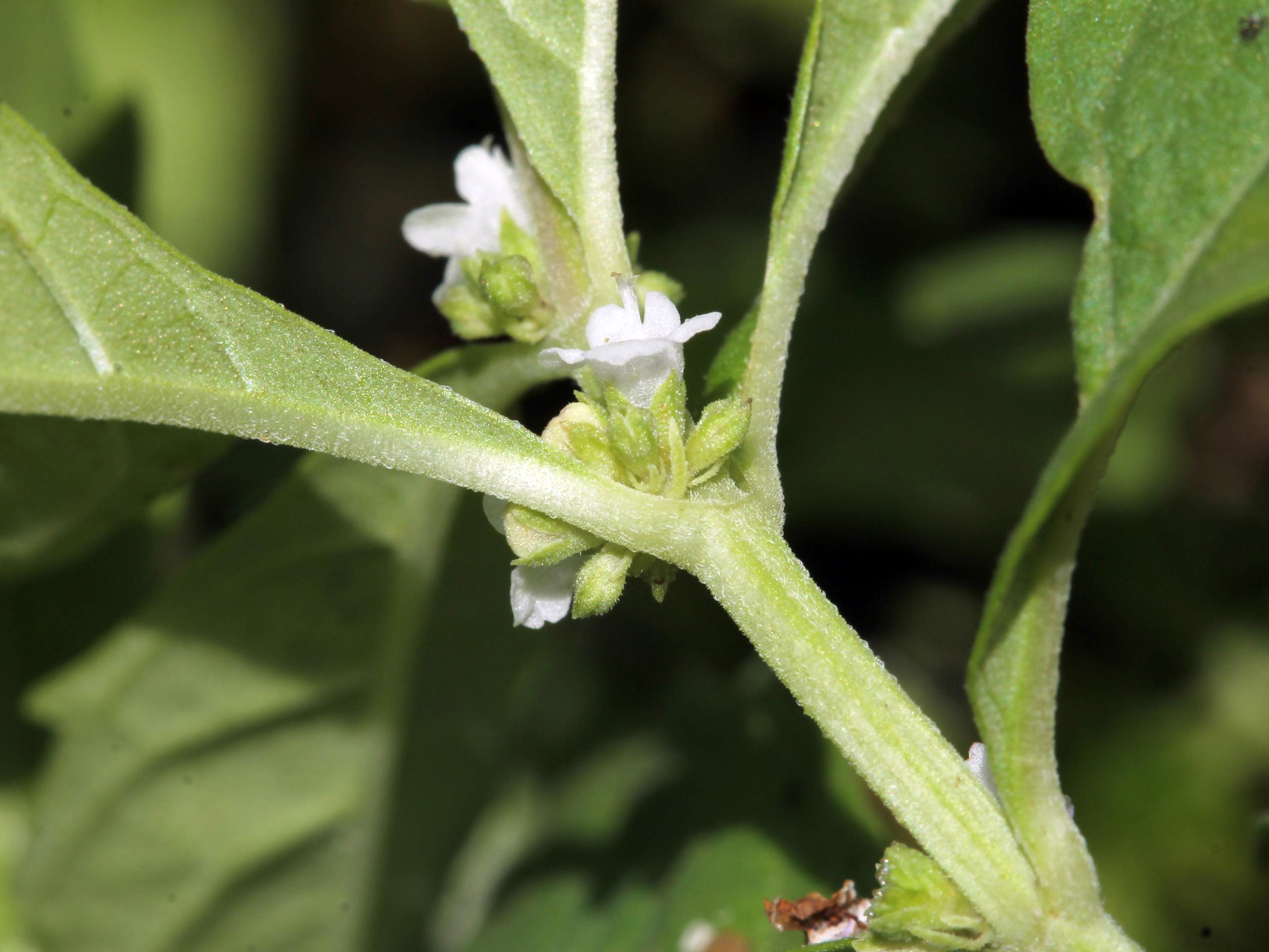
I fiori
Lycopus uniflorus

Il portamento delle specie di questo genere è erbaceo perenne. La forma biologica è, almeno per le specie europee, emicriptofita scaposa (H scap), ossia in generale sono piante erbacee, a ciclo biologico perenne, con gemme svernanti al livello del suolo e protette dalla lettiera o dalla neve e sono dotate di un asse fiorale eretto e spesso privo di foglie. L'indumento è formato da peli semplici. Alcune specie possono essere debolmente aromatiche.

### Radici
Le radici sono secondarie da rizoma. I rizomi possono essere orizzontali oppure striscianti e radicante-stolonifero; talvolta sono presenti delle forme tuberose.

### Fusto
I fusti sono eretti, ascendenti e ispidi. In alcune specie superano abbondantemente il metro di altezza.

### Foglie
Le foglie lungo il fusto sono disposte in modo opposto (a due a due) e ogni verticillo è alternato rispetto al precedente. Sono sessili oppure picciolate e sono prive di stipole. La forma della lamina varia da ovata a lanceolata o lineare; può essere variamente dentata fino ad essere pennatosetta. Quelle inferiori sono profondamente lobate, mentre quelle superiori sono dentellate e progressivamente minori.

### Infiorescenza
Le infiorescenze sono terminali, peduncolate e portate in vari verticilli stretti, ascellari e sovrapposti lungo il fusto. Ogni verticillo è composto da diversi fiori sessili o subsessili disposti circolarmente a corona (verticillastri multiflori glomeruliformi) e sono poggianti su due brattee fogliose (o semplicemente delle foglie più piccole rispetto a quelle lungo il fusto). Sono presenti anche bratteole di pochi millimetri.

### Fiori
I fiori sono ermafroditi, zigomorfi, tetrameri (4-ciclici), ossia con quattro verticilli (calice – corolla - androceo – gineceo) e pentameri (5-meri: la corolla e il calice sono a 5 parti).
- Formula fiorale. Per la famiglia di queste piante viene indicata la seguente formula fiorale:

X, K (5), [C (2+3), A 2+2] G (2), (supero), drupa, 4 nucule
- Calice: il calice è gamosepalo e varia da attinomorfo a debolmente zigomorfo. La base ha delle forme da tubolari-campanulate a campanulate e termina con 4 - 5 lobi spinulosi più o meno uguali con forme da ovate a lanceolato-subulate o aristate; i lobi in genere sono più lunghi della parte tubolare e a volte uno è più grande degli altri. La gola (la parte interna del calice) è glabrescente. La superficie è percorsa da 4 - 5 nervature longitudinali. Il calice non è accrescente.
- Corolla: la corolla, gamopetala è zigomorfa; ha la forma di un tubo diritto terminante in modo bilabiato con 4 lobi. Occasionalmente può essere più o meno attinomorfa. Il lobi sono tutti interi o a volte quello posteriore (inferiore) è bifido o anche trilobato con il lobo centrale più grande degli altri due. La corolla può essere villosa. I colori sono bianco o sfumature biancastre oppure rosea con chiazze purpuree.
- Androceo: l'androceo possiede due stami fertili (i due posteriori sono ridotti a piccoli staminoidi oppure sono assenti). Gli stami sono inclusi oppure sporgono appena dal tubo corollino. I filamenti sono adnati alla corolla e sono glabri.  Le antere hanno due teche distinte, parallele o divergenti; alla deiscenza sono separate. I granuli pollinici sono del tipo tricolpato o esacolpato. Il disco nettario è un disco simmetrico e ricco di sostanze zuccherine.
- Gineceo: l'ovario è supero formato da due carpelli saldati (ovario bicarpellare) ed è 4-loculare per la presenza di falsi setti divisori all'interno dei due carpelli. L'ovario è glabro. La placentazione è assile. Gli ovuli sono 4 (uno per ogni presunto loculo), hanno un tegumento e sono tenuinucellati (con la nocella, stadio primordiale dell'ovulo, ridotta a poche cellule).[15] Lo stilo inserito alla base dell'ovario (stilo ginobasico) è del tipo filiforme con un ingrossamento vicino alla base. Lo stigma è bifido con due lobi uguali o ineguali.

### Frutti
Il frutto è uno schizocarpo composto da 1 - 4 nucule (talvolta ridotte a una per aborto delle altre) con forme ovoidi-tetraediche e dorso-ventralmente appiattito. Spesso sulla cresta apicale sono presenti dei denti o tubercoli. La superficie è marrone e in genere è glabra con la faccia superiore (ma anche quella inferiore) densamente ghiandolosa.

## Riproduzione
- Impollinazione: l'impollinazione avviene tramite insetti tipo ditteri e imenotteri (impollinazione entomogama).[13][16]
- Riproduzione: la fecondazione avviene fondamentalmente tramite l'impollinazione dei fiori (vedi sopra).
- Dispersione: i semi cadendo a terra (dopo essere stati trasportati per alcuni metri dal vento – disseminazione anemocora) sono successivamente dispersi soprattutto da insetti tipo formiche (disseminazione mirmecoria).[17]  I semi hanno una appendice oleosa (elaisomi, sostanze ricche di grassi, proteine e zuccheri) che attrae le formiche durante i loro spostamenti alla ricerca di cibo.[18]

## Distribuzione e habitat
Le specie del genere Lycopus (meno di una ventina in tutto) sono distribuite soprattutto nelle zone temperate dell'emisfero settentrionale (solamente una specie si trova in Australia). In Europa il genere è ovunque presente; si trova anche nella Transcaucasia, Anatolia, Asia mediterranea e Magreb. L'habitat è quello tipico da temperato a subtropcale.

### Specie della zona alpina
Tutte le specie spontanee della flora italiana del genere Lycopus  vivono sull'arco alpino. La tabella seguente mette in evidenza alcuni dati relativi all'habitat, al substrato e alla distribuzione delle specie alpine.
| Specie | Comunità vegetali | Piani vegetazionali | Substrato | pH            | Livello trofico | H2O     | Ambiente | Zona alpina         |
| --- | ----------------- | ------------------- | --------- | ------------- | --------------- | ------- | -------- | ------------------- |
| Lycopus europaeus subsp. europaeus | 6                 | montano collinare   | Ca-Si     | neutro        | medio           | bagnato | A3       | tutto l'arco alpino |
| Lycopus europaeus subsp. mollis | 6                 | collinare           | Ca-Si     | neutro        | alto            | bagnato | A3       | Alpi centrali       |
| Lycopus exaltatus | 14                | collinare           | Ca-Ca/Si  | basico-neutro | alto            | bagnato | I2       | NO BG VR            |
| Legenda e note alla tabella. Substrato con “Ca/Si” si intendono rocce di carattere intermedio (calcari silicei e simili); vengono prese in considerazione solo le zone alpine del territorio italiano (sono indicate le sigle delle province). Comunità vegetali: 6 = comunità delle megaforbie acquatiche; 14 = comunità forestali; Ambienti: A3 = ambienti acquatici come rive, stagni, fossi e paludi; I2 = boschi di latifoglie; |                   |                     |           |               |                 |         |          |                     |

## Tassonomia
La famiglia di appartenenza della sottotribù (Lamiaceae), molto numerosa con circa 250 generi e quasi 7000 specie, ha il principale centro di differenziazione nel bacino del Mediterraneo e sono piante per lo più xerofile (in Brasile sono presenti anche specie arboree). Per la presenza di sostanze aromatiche, molte specie di questa famiglia sono usate in cucina come condimento, in profumeria, liquoreria e farmacia. La famiglia è suddivisa in 7 sottofamiglie; la sottotribù Lycopinae (e quindi anche il genere Lycopus) appartiene alla sottofamiglia Nepetoideae (tribù Mentheae).

### Filogenesi
Il genere Lycopus (e la relativa sottotribù Lycopinae) costituiscono un clade monofiletico. All'interno della tribù Mentheae le Lycopinae occupano una posizione centrale e sono "gruppo fratello" della sottotribù Nepetinae e insieme sono "gruppo fratello" della sottotribù Prunellinae. I caratteri distintivi del gruppo sono:
- erbe perenni rizomatose;
- foglie con margini da dentati a lobati;
- infiorescenze ascellari;
- calice con 4-5 lobi;
- corolla breve colorata di bianco;
- androceo con due stami fertili;
- staminodi ridotti o assenti;
- stilo sporgente;
- frutta tubercolata con spesso pericarpo.

Il numero cromosomico delle specie di questo genere è 2n = 22.

### Specie spontanee italiane
Sul territorio italiano sono presenti due specie del genere Lycopus; si distinguono dai seguenti caratteri:
- Le foglie superiori sono dentellate; gli staminoidi sono assenti o filiformi;

Lycopus europaeus L. - Erba-sega comune: l'altezza media della pianta è di 2 - 9 dm; il ciclo biologico è perenne; la forma biologica è emicriptofita scaposa (H scap); il tipo corologico è Paleotemperato - Cicumboreale; l'habitat tipico sono i prati umidi, i bordi dei fossi e i canneti; la distribuzione sul territorio italiano è totale fino ad una altitudine di 1100 m s.l.m.. Di questa specie in Italia è presente anche la sottospecie mollis (A. Kern) Murr., 1923.
- Le foglie superiori sono pennatosette; gli staminoidi sono formati da un filamento portante una cappocchia;

Lycopus exaltatus L. fil. - Erba-sega maggiore: l'altezza media della pianta è di 8 - 15 dm; il ciclo biologico è perenne; la forma biologica è emicriptofita scaposa (H scap); il tipo corologico è Eurosiberiano - Pontico-pannonico; l'habitat tipico sono i prati umidi, gli argini e le rive dei ruscelli; la distribuzione sul territorio italiano è discontinua (manca al Sud e nelle isole) fino ad una altitudine di 800 m s.l.m..

### Specie Euro-mediterranee
In Europa e nell'areale del Mediterraneo sono presenti le seguenti specie:
- Lycopus europaeus L., 1753 - Distribuzione: tutto il territorio europeo e l'areale mediterraneo
- Lycopus exaltatus L. f., 1782 - Distribuzione: parte sud orientale europea (dall'Italia alla Transcaucasia).

### Elenco completo delle specie
Il genere Lycopus comprende le seguenti specie:
- Lycopus alissoviae Prob., 1995
- Lycopus americanus  Muhl. ex W.P.C.Barton, 1815
- Lycopus amplectens  Raf., 1840
- Lycopus angustifolius  Elliott, 1816
- Lycopus asper  Greene, 1898
- Lycopus australis  R.Br., 1810
- Lycopus cavaleriei  H.Lév., 1910
- Lycopus charkeviczii  Prob., 1995
- Lycopus cokeri  H.E. Ahles ex Sorrie, 1997
- Lycopus europaeus  L., 1753
- Lycopus exaltatus  L.f., 1782
- Lycopus hirtellus  Kom., 1932
- Lycopus kurilensis  Prob., 1995
- Lycopus laurentianus  Roll.-Germ., 1945
- Lycopus lucidus  Turcz. ex Benth., 1848
- Lycopus rubellus  Moench, 1882
- Lycopus sichotensis  Prob., 1995
- Lycopus uniflorus  Michx., 1803
- Lycopus virginicus  L., 1753

### Sinonimi
L'entità di questa voce ha avuto nel tempo diverse nomenclature. L'elenco seguente indica alcuni tra i sinonimi più frequenti:
- Phytosalpinx Lunell
- Euhemus Raf.

## Alcune specie

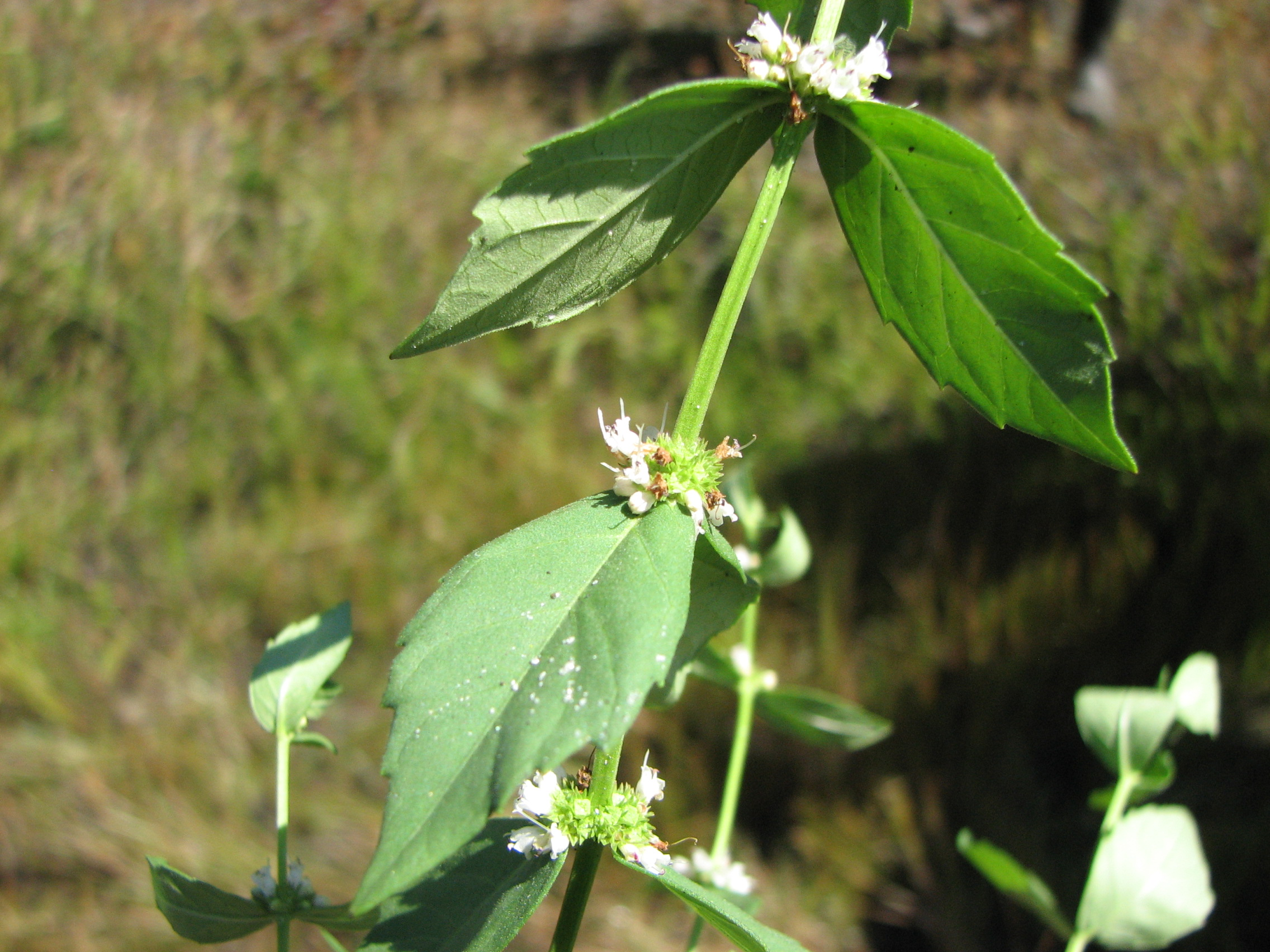
Lycopus amplectens
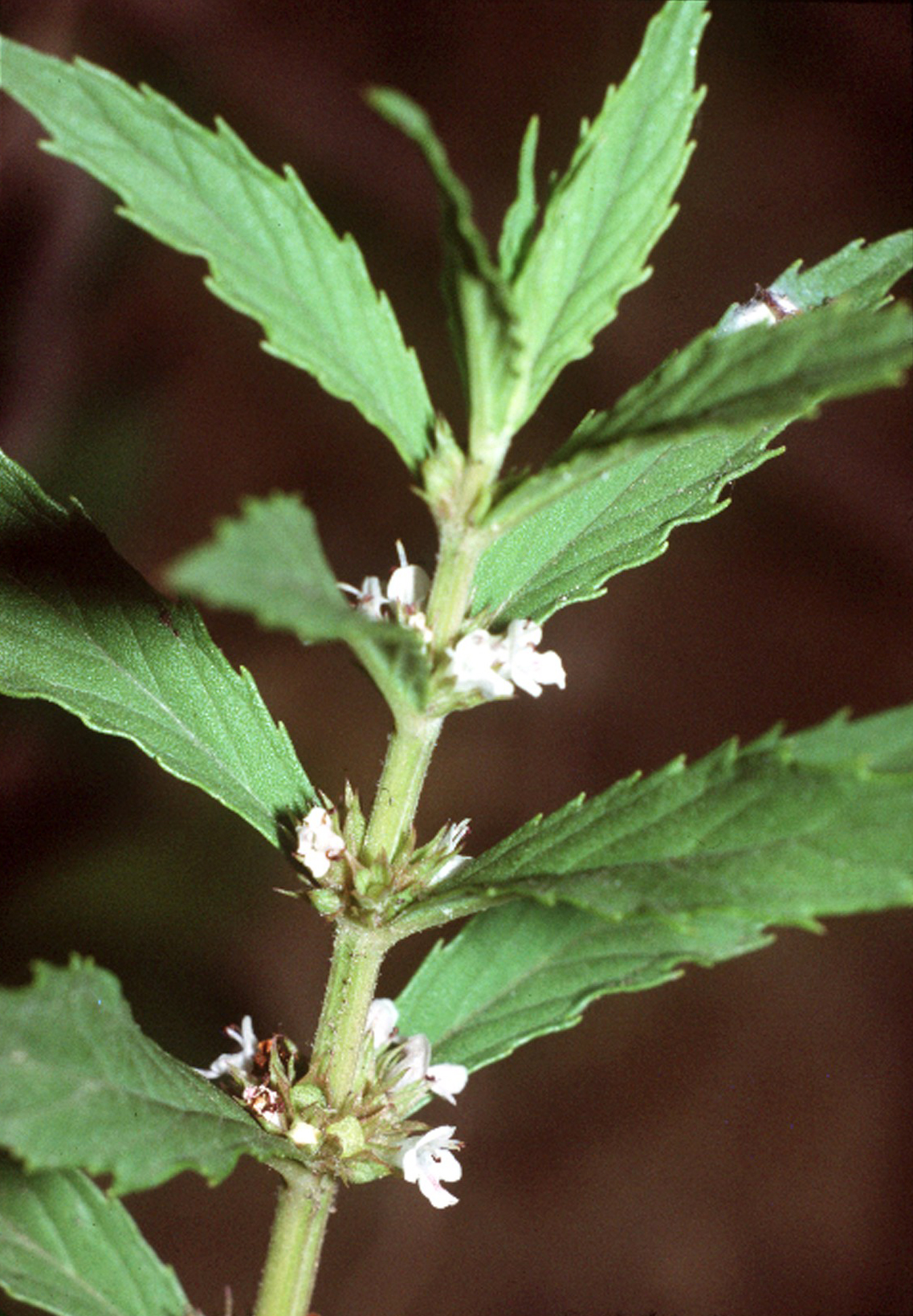
Lycopus asper
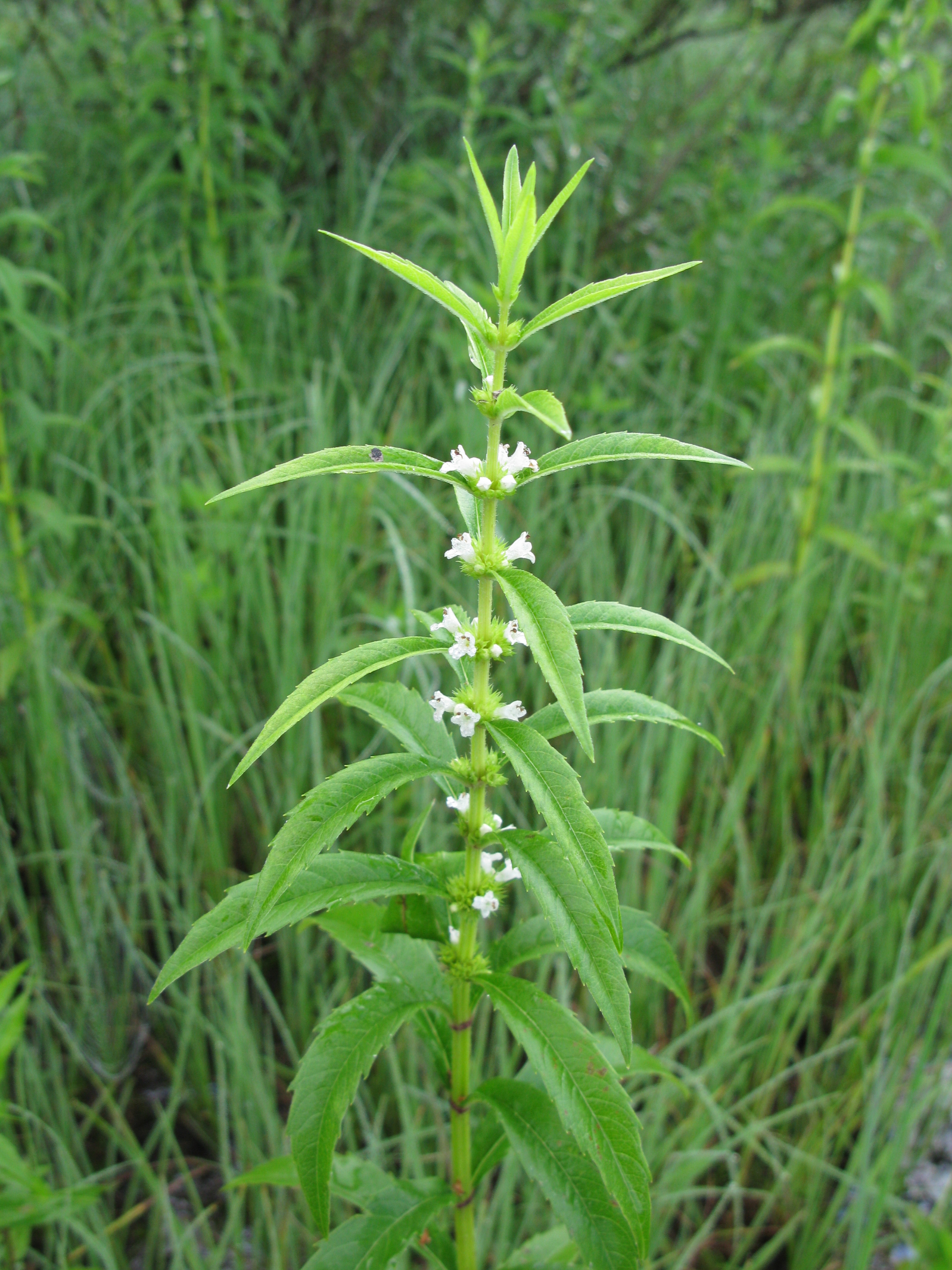
Lycopus lucidus
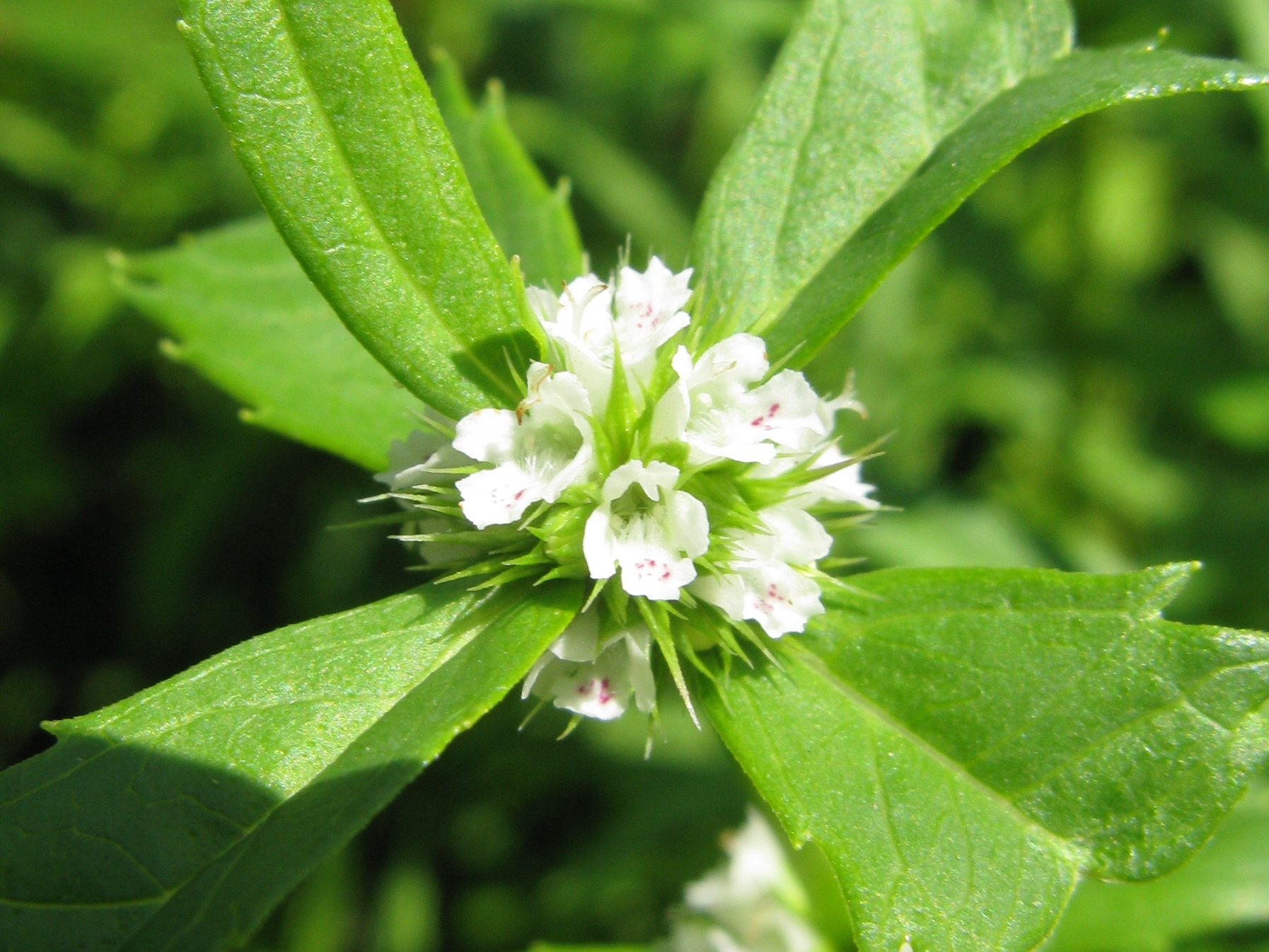
Lycopus lucidus var. maackianus
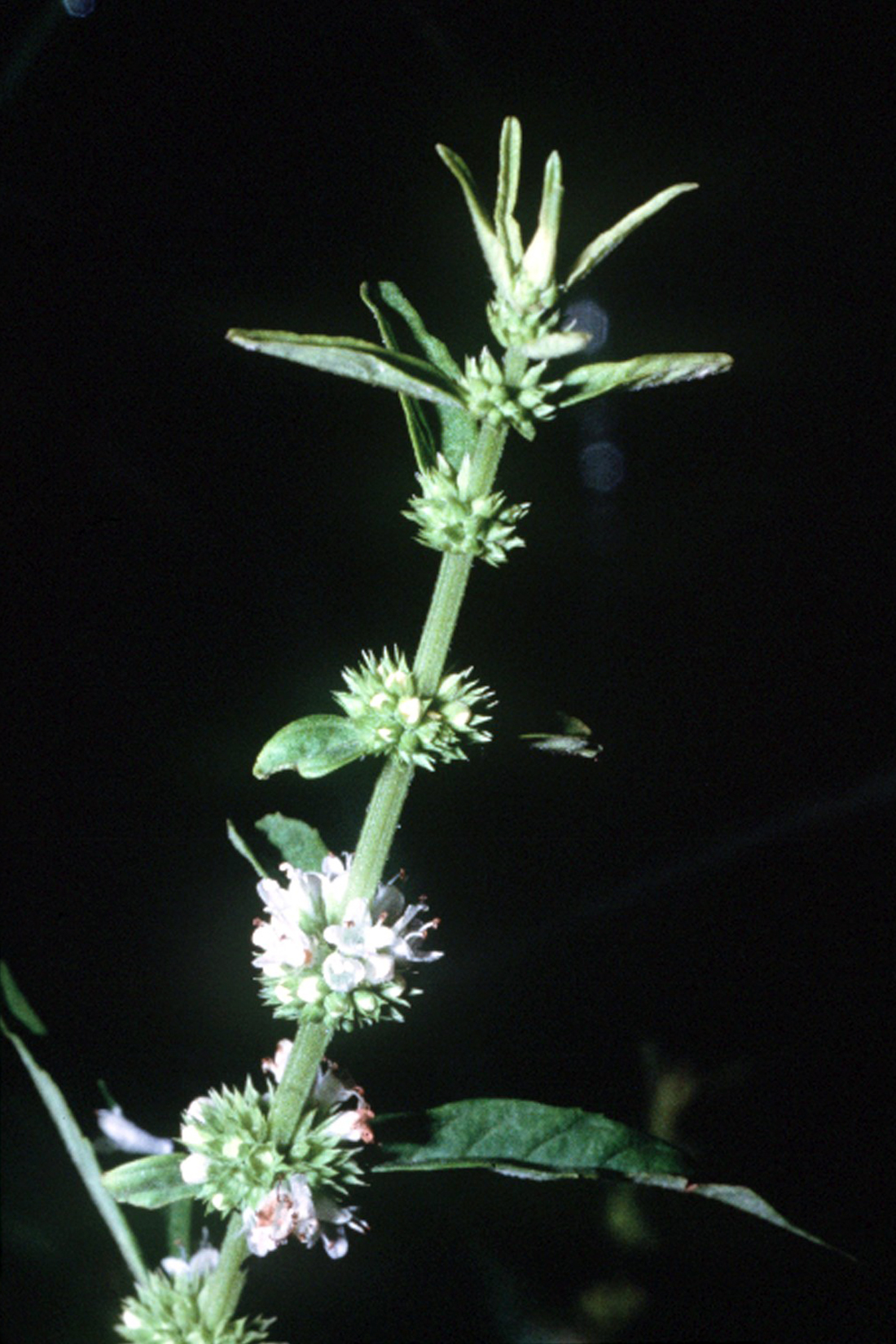
Lycopus rubellus
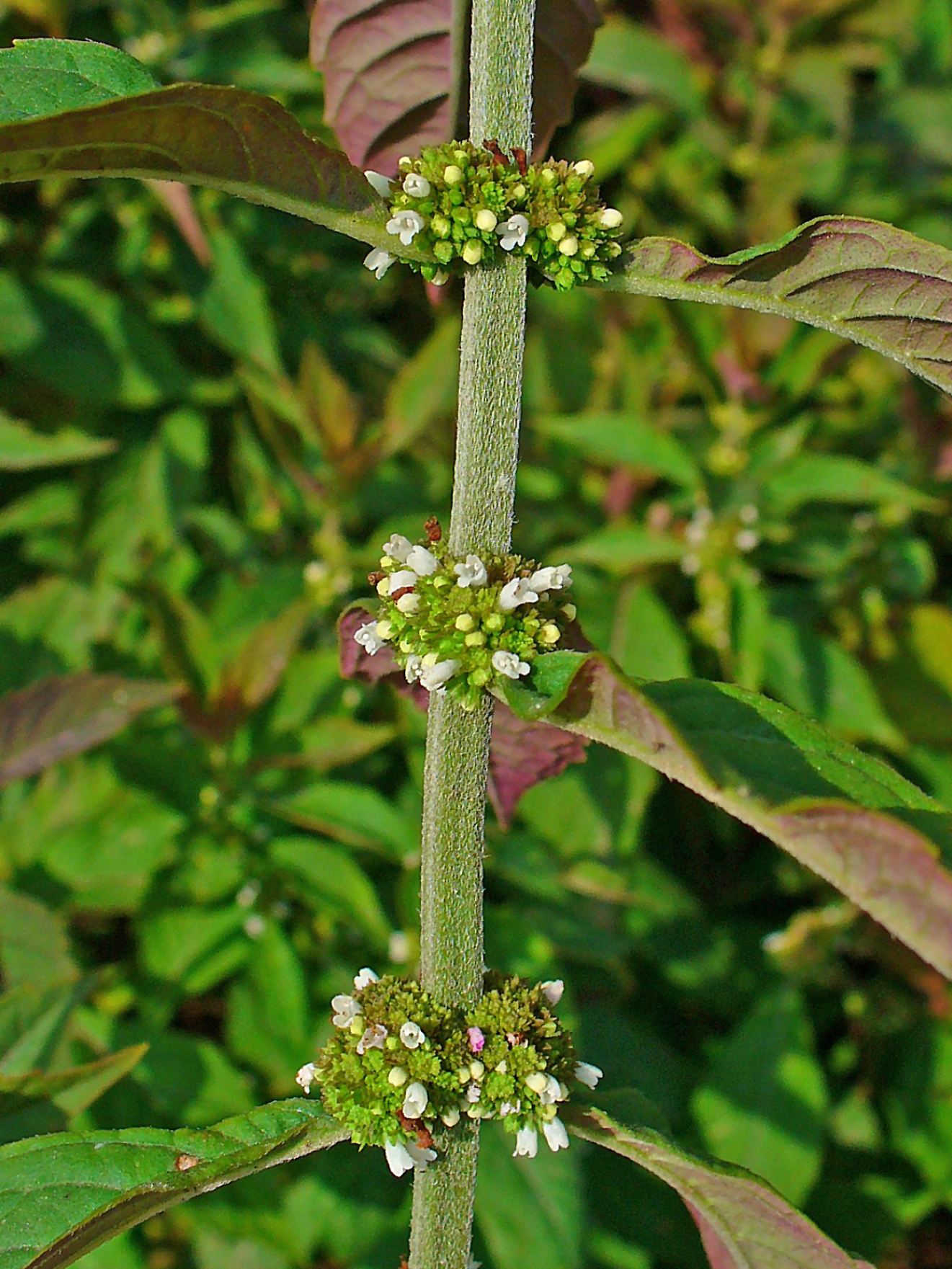
Lycopus virginicus